# Cezariusz
Cezariusz – oboczna forma imienia Cezary.
Cezariusz imieniny obchodzi: 25 lutego, 15 kwietnia, 20 kwietnia i 27 sierpnia.
Znane osoby noszące imię Cezariusz:
- Cezariusz Żórawski (1927–2019) – polski lekarz weterynarii, profesor doktor habilitowany nauk weterynaryjnych

Żeński odpowiednik: Cezaria